# Disphragis praestana
Disphragis praestana är en fjärilsart som beskrevs av Paul Dognin 1916. Disphragis praestana ingår i släktet Disphragis och familjen tandspinnare. Inga underarter finns listade i Catalogue of Life.